# استشراب عمود

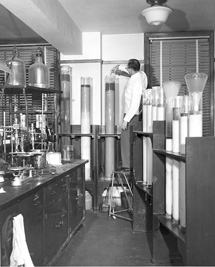
عالم في الكيمياء في عام 1950م يستخدم كروماتوغرافيا العمود. وعاء مخروطي على الدرج.

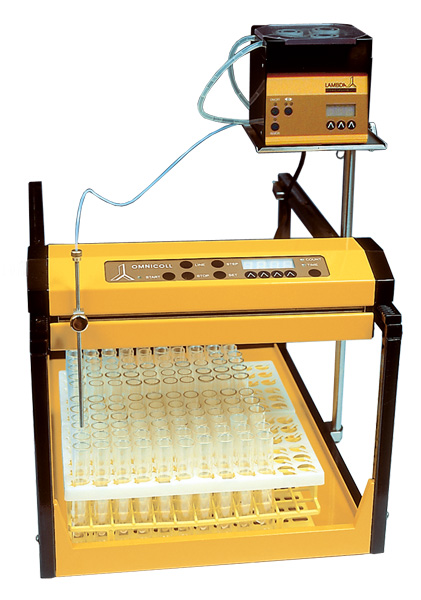
مجمع النسبة الآلي وتقنيات أخذ العينات الكروماتوغرافي

الاستشرابية العمودية أو  كروماتوغرافيا العمود  في الكيمياء هو طريقة تستخدم لفصل مكونات مركبات كيميائية من خليط من المركبات. وغالبا ما تستخدم في التطبيقات التحضيرية على مقاييس دقيقة تبدا من ميكروغرام وتصل إلى كجم. والميزة الرئيسية لكروماتوغرافيا العمود هو التكلفة المنخفضة نسبيا.
يستعمل في الكروموتوغرافيا العمودية عادة الزجاج لدعم الطور الصلب، حيث يشترى الطور الصلب مسبقاً وبنشط إذا لزم الأمر بتسخينه إلى درجة حرارة معينة، ويغسل في حالة راتينج المبادل الأيوني أو يبلل بالماء لينتفخ في حالة الترشيح الهلامي وتضاف العينة المراد فصلها إلى أعلى العمود ثم تلفظ بمذيب ملائم.
الكروماتوغرافيا العمودية  تستخدم هذه الطريقة أساسا للفصل الكمي حيث يكون:
عمود الفصل عبارة عن عمود من الزجاج يشبه السحاحة قطرة 3 سم وطوله حوالي 50 سم وفي نهايته صنبور (صمام) كما يوضع في طرفة السفلي قطعة من القطن أو الصوف الزجاجي ويملا العمود إما بحبيبات من الألومينا «Al2O3» الصلبة أو السليكا جل والتي تمثل الطور الثابت أو الحبيبات الدعامة الصلبة المغطاة بطبقات رقيقة من سائل يمثل الطور المتحرك.
بعد ذلك توضع المادة المراد فصلها على هيئة محاليل مذابة في الماء في قمة العمود ويفتح الصنبور فينساب المذيب حتى يتم امتزاز أو تجزئة المواد المراد فصلها حسب نوع الطور الثابت المستخدم.
بعد ذلك يضاف قليل من المذيب أعلى العمود فتأخذ المواد المراد فصلها في التحرك بسرعات نسبية مختلفة وتظهر بعد ذلك عدة مناطق ملونة بعد ان كانت منطقة واحدة أعلى العمود وبمرور الوقت يحدث الفصل التام لمكونات المادة المراد فصلها ويصبح لكل مادة منطقة خاصة بها
وفي حالة استخدام مواد غير ملونة فان هذه المناطق لا ترى بالعين المجردة ولكن يستدل على وجودها باستخدام الكواشف الكيميائية.
تصنيفها يعتمد على تقنية الفصل المستخدمة: و تتألف كروماتوغرافيا الأعمدة من:

## العمود الكروماتوغرافي
العمود الكروماتوغرافي يتراوح طول العمود الكروماتوغرافي والذي غالباً ما يكون من الزجاج في الطرق الكروماتوغرافية التقليدية ما بين (10–30 cm) بقطر (1 cm) أو أكثر. نجد انه لابد من السريان المتجانس خلال العمود. المسافة التي ينتشر من خلالها المذاب في الطور المتحرك في مستوى الجسيمات.
يسير الطور المتحرك من العمود بفعل الجاذبية أو بفعل ضغط منخفض ويعتمد معدل سريانه على حجم حبيبات الطور الساكن وعلى قطر العمود ولزوجة الطور المتحرك وقطبيته على وضع الصمام الموجود في نهاية العمود وفي أغلب الحالات يفضل أن يكون هذا المعدل في حدود ( 1مل /دقيقة) ويوضع في نهاية العمود كمية من الصوف الزجاجي أو القطن الطبي لمنع خروج الطور الساكن من العمود.
وهناك نوعين من الأعمدة:
1. أعمدة محشوة:  Packed Column وهي عبارة عن أنابيب معدنية من الفولاذ غير القابل للصدأ أو النيكل أو الألمنيوم أو الزجاج أو التيفلون وتنتج من قبل شركات معروفة.
2. أعمدة فارغة:  Empty Column وهي عبارة عن أعمدة من الزجاج أو الفولاذ تعبأ عادة في المخبر قبيل الاستخدام.

## الطور الساكن (الصلب -الثابت)
الطور الساكن (الصلب -الثابت) هو عبارة عن مادة قطبية ذات خواص امتزازية جيدة وتعتبر الألومينيا وهلام السيليكاجيل من أكثر المواد استخداماً على الرغم من أن هناك العديد من المواد التي يمكن استخدامها كطور ساكن مثل الفحم - كربونات الكالسيوم - النشاء ومسحوق السليلوز.

## الطور المتحرك
ان مهمة الطور المتحرك لا تنحصر في نقل المكونات عبر العمود فقط بل إن له تأثير على معامل التوزع وذلك يعتمد على قوة إذابته بالإضافة إلى ذوبان المكونات في الطور المتحرك فإن هناك تنافس بين تلك المكونات وجزيئات الطور المتحرك على الامتزاز على سطح الطور الساكن.
ويشترط في المذيب لكي يستخدم كطور متحرك:
- أن لا يخرج المكونات من العمود بسرعة لأن ذلك يؤدي إلى عدم فصلها.
- ألا تكون سرعة التمليص بطيئة لأن ذلك يؤدي إلى الحصول على أزمان استبقاء طويلة.[2]

## زمن المكوث (زمن الاستبقاء)
هي الفترة الزمنية التي تمضيها العينة داخل العمود من لحظة الحقن حتى وصول القمة الكروماتوغرافية إلى نهايتها العظمى وهي عبارة عن قرينة كيفية تميز مادة عن مادة أخرى ويرمز لها بـ (tR ) وكلما كانت ( tR )كبيرة خرجت المادة من العمود في وقت متأخر وكان ارتباطها بالطور الساكن أقوى.

## الأنظمة الآلية

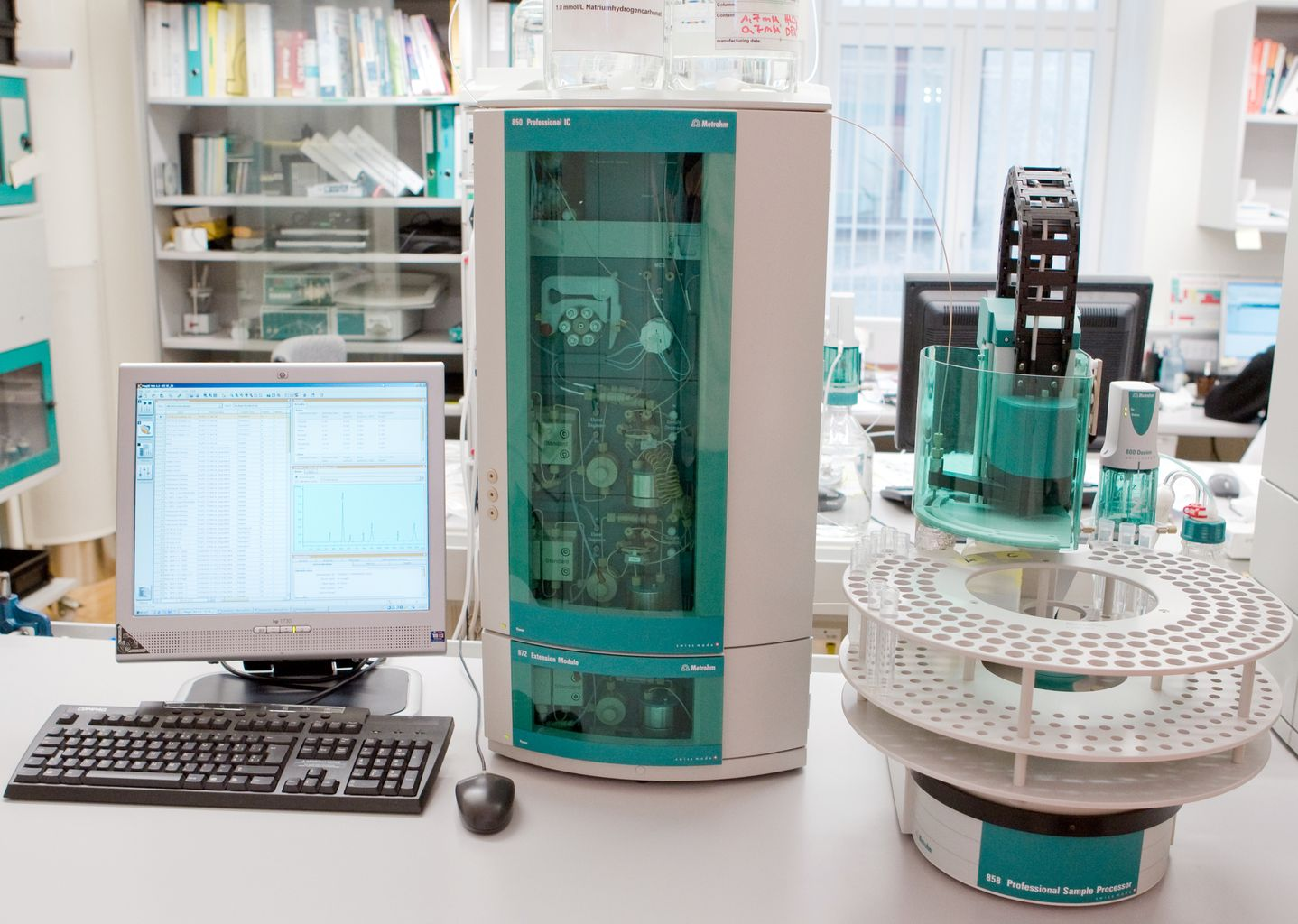
نظام كروماتوغرافيا الأيونات الآلية.

كروماتوغرافيا العمود هي مرحلة تستهلك وقتا طويلا جدا في أي مختبر ووهي تمثل عنق زجاجة لفي عمليات أي مختبر. لذلك، العديد من الشركات المصنعة مثل Buchi، تيليدين إيسكو، وضعت أنظمة كروماتوغرافيا فلاش الآلي (عادة ما يشار إليها باسم LPLC كروماتوغرافيا السوائل منخفضة الضغط، حوالى |350|-|525|kPa|psi|
التي تقلل من المشاركة البشرية في عملية التنقية. وستشمل النظم الآلية المكونات التي توجد عادة على أنظمة أكثر تكلفة ال[[عالية الأداء كروماتوغرافيا السوائل عالية الضغط (HPLC) مثل مضخة متدرجة، منافذ حقن العينة، كاشف الأشعة فوق البنفسجية ومجمع التجزئة لجمع الشاطف. عادة هذه النظم الآلية يمكن أن تفصل عينات من بضع ملليغرام إلى العديد في المدى الصناعي وحوالى عدة كيلوغرامات فهو يقدم حلا أرخص بكثير وأسرع على القيام حقن متعدد على الأنظمة الإعدادية-HPLC.

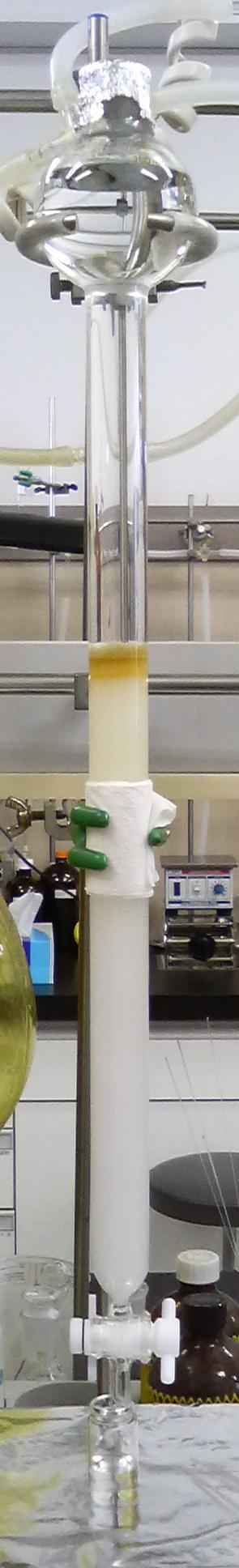
إعداد نموذجي لمختصر كروماتوغرافيا العمود.

.

## كروماتوغرام العمود الدقة والحساب

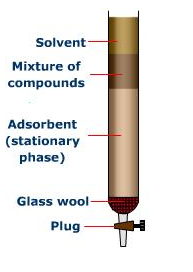
أجزاء كروماتوغرافيا العمود
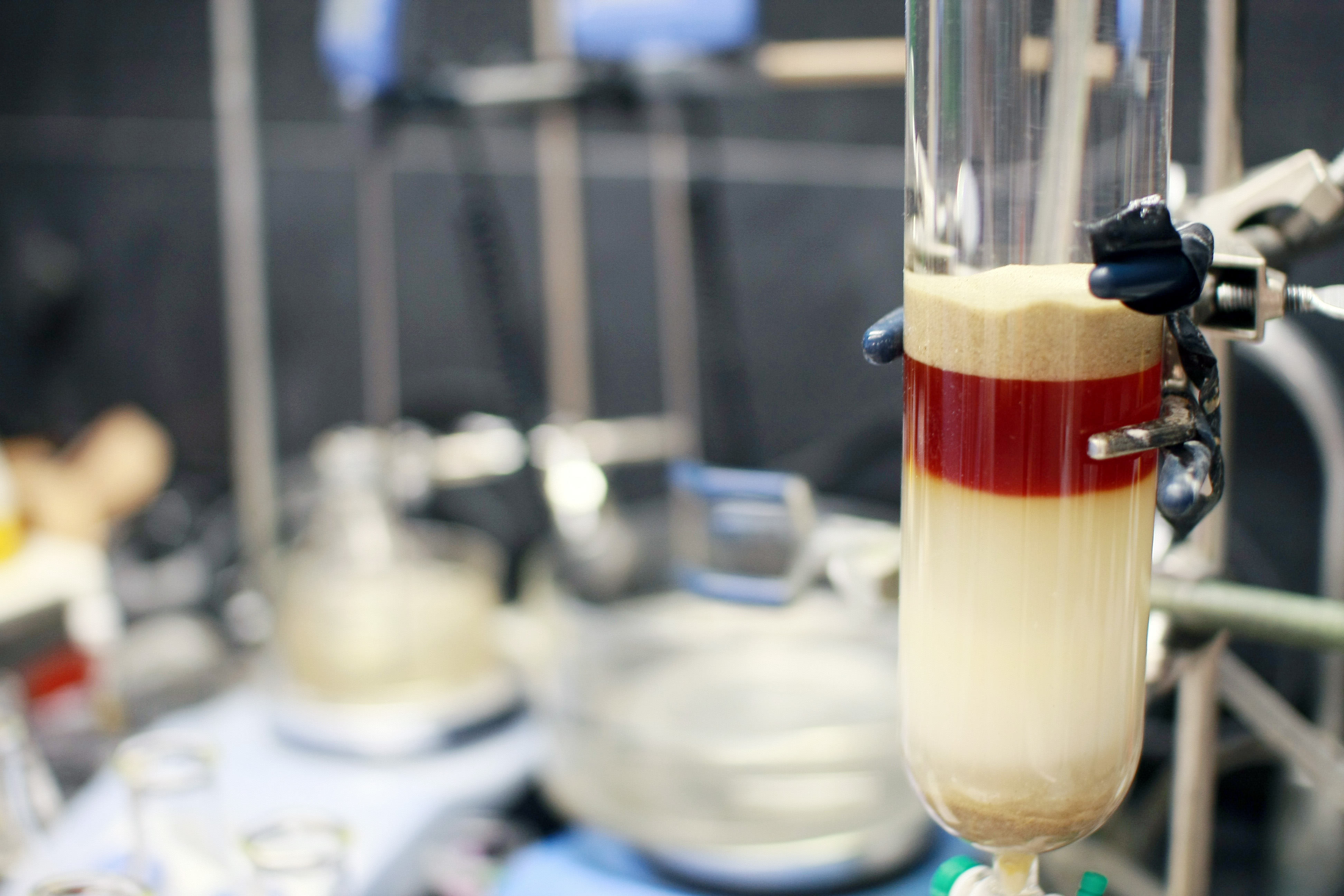
الاستشراب العمودي
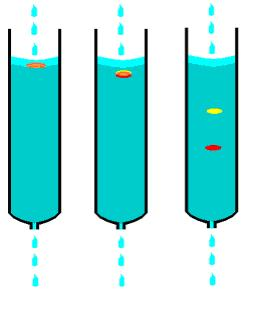
عملية الفصل داخل العمود

## وصلات خارجية
- Flash Column Chromatography Guide (pdf)